# Holden EJ
Holden EJ ist eine PKW-Baureihe und wurde in den Jahren 1962 und 1963 von der australischen GM-Division Holden gefertigt. Es gab ihn in folgenden Modellen:
- EJ Standard/Special Sedan als einfache Limousine (Viertürer)
- EJ Premier Sedan als luxuriös ausgestattete Limousine (Viertürer)
- EJ Standard/Special/Premier Station Wagon als Kombi (Fünftürer)
- EJ Standard/Special Panel Van, einen Hochdachkombi
- EJ Standard/Special Utility als Pick-up (Pritschenwagen)